# That's the Way (My Love Is)
That's the Way (My Love Is) är en låt av det amerikanska alternativa rockbandet The Smashing Pumpkins, utgiven som den andra singeln från deras sjunde album Zeitgeist. Låten är skriven av bandets frontfigur Billy Corgan.
Singeln gavs ut den 10 september 2007 på CD och 7"-vinyl, och hamnade på plats 23 på Billboard Modern Rock Tracks-listan och 32 på Mainstream Rock Tracks-listan i USA samt 94 på UK Singles Chart i Storbritannien.
Musikvideon till låten regisserades av P.R. Brown, som också ansvarade för videon till Tarantula.

## Låtlista
Brittisk CD-singel
1. That's the Way (My Love Is) – 3:48
2. Stellar – 6:27
3. Daydream (live) – 2:54

7"-vinylsingel och amerikansk CD-singel
1. That's the Way (My Love Is) – 3:48
2. Daydream (live) – 2:54

## Medverkande
- Billy Corgan – sång, gitarr, bas
- Jimmy Chamberlin – trummor